# ستاره دریایی غول‌پیکر
ستاره دریایی غول‌پیکر یا ستاره دریایی غول‌آسا (نام علمی: Pisaster giganteus)، قطر این گونه از ستاره دریایی می‌تواند به نیم متر برسد. قلمرو این جانور عظیم در آب‌های آمریکای شمالی از جنوب کالیفرنیا تا بریتیش کلمبیا در کانادا است.